# Rush
Rush (МФА: [rʌʃ], в переводе с англ. — «порыв») — канадская рок-группа, включающая басиста, клавишника и вокалиста Гедди Ли, гитариста Алекса Лайфсона, а также барабанщика и поэта Нила Пирта.
Rush одними из первых в прогрессивном роке начали привносить в свою музыку элементы хард-рока и хеви-метала, став предтечами прогрессивного метала. Музыка Rush являлась источником вдохновения для творчества таких групп, как Metallica, Primus, Rage Against the Machine и The Smashing Pumpkins, а также современных групп прог-метала, таких как Dream Theater и Symphony X.
С момента выпуска в 1974 году дебютного альбома с одноимённым названием, Rush получила известность благодаря инструментальной виртуозности своих участников, сложным композициям и эклектичной тематике текстов, заимствованной из научной фантастики, фэнтези и философии, а также обращающейся к гуманитарным, социальным, эмоциональным и экологическим темам. В музыкальном отношении стиль Rush развивался на протяжении многих лет, начиная от вдохновлённого блюз-роком хэви-метала к стилям, охватывающим хард-рок, прогрессив-рок, период увлечения синтезаторами и, позже, современный рок.
На своих сценических шоу Rush широко используют специальные звуковые и световые эффекты, а также разнообразные оригинальные видео- и лазерные эффекты. Ударная установка Пирта монтируется на сложной гидравлической платформе, осуществляющей её вращение и подъём над сценой. Гедди Ли во время выступления интенсивно использует программируемые синтезаторы. Играя свои сложнейшие партии бас-гитары, он одновременно применяет ножную клавиатуру для исполнения «клавишных» партий.
Rush были награждены премией «Juno» и вписаны в Зал славы канадской музыки в 1994 году. На протяжении своей карьеры отдельные участники группы были признаны как одни из самых профессиональных исполнителей на соответствующих инструментах, каждый участник выигрывал несколько опросов среди читателей журналов. В целом Rush могут гордиться 24 «золотыми» пластинками и 14 «платиновыми» (+ 3 мульти-«платиновых»). Эта статистика ставит их на третье место после Битлз и Rolling Stones среди рок-групп по количеству «золотых» и «платиновых» альбомов. Rush занимает 76-е место в США по продажам альбомов, согласно RIAA, с количеством в 25 млн дисков. Хотя общие продажи альбомов по миру не вычисляются, на 2004 год некоторые источники оценивают эту цифру для Rush в более чем 40 млн.

## История
Трио Rush было создано в августе 1968 года в Уиллоудейле, Торонто, в провинции Онтарио гитаристом Алексом Лайфсоном, басистом и певцом Джеффом Джонсом и барабанщиком Джоном Ратси.
В сентябре того же года Джеффа Джонса заменил обладающий специфическим вокалом Гедди Ли, чей голос стал одной из отличительных черт группы. Примерно в 1970 году участники группы познакомились с Реем Дэниэлсом, который стал менеджером коллектива на долгие годы. В свою очередь, Рэй бросил школу, чтобы заняться делами группы.
С этого момента по май 1971 — официальной даты образования «Rush» как музыкального коллектива — произошло несколько мимолётных изменений в составе. В 1973 году Rush безуспешно пытались найти лейбл для записи дебютного альбома. Когда музыканты обходили все возможные лейблы, Рэй предложил основать собственный, который впоследствии был назван Moon Records.
В июле 1974 году место Джона Ратси за ударными занял новый барабанщик Нил Пирт. Это последнее изменение в составе трио произошло за две недели до их первого тура по США. Тогда сформировался окончательный состав группы.
25 июня 2010 года Rush получили звезду на голливудской «Аллее славы».
В 2011 году журнал Rolling Stone опубликовал список из десяти лучших групп, играющих в жанре прогрессивный рок, перечень был составлен по результатам читательского голосования. Наибольшее количество голосов набрала Rush. При этом редакторы Rolling Stone отмечают, что эта группа набрала значительно больше голосов, чем ближайшие её конкуренты, группы Pink Floyd и Genesis.
В том же 2011 году по результатам опроса журнал Rolling Stone включил Гедди Ли в список лучших бас-гитаристов всех времен.
Последний по времени альбом Clockwork Angels вышел в 2012 году.
В 2013 году Rush были избраны в Зал славы рок-н-ролла.
7 января 2020 года, после трёх с половиной лет борьбы с болезнью, от рака скончался Нил Пирт.

## Стиль
Изначально группа играла британский блюзовый хард-рок. На их первый альбом повлияли Black Sabbath, The Who, Cream и Led Zeppelin. С альбома Caress of Steel группа стала играть прогрессивный рок, где прослеживалось влияние Pink Floyd, Genesis, Yes и Jethro Tull. Среди поклонников этой группы нет единого мнения о ее жанре, но Rush соблюдали основные традиции прогрессивного рока, а именно размер композиции, изменение тембра и размера в сочетании с текстами Айн Рэнд.

## Награды и номинации
| Год  | Премия         | Категория                       | Лауреаты и номинанты                            | Результат |
| ---- | -------------- | ------------------------------- | ----------------------------------------------- | --------- |
| 1975 | Премия «Джуно» | Самая перспективная группа года | Rush                                            | Победа    |
| 1976 | Премия «Джуно» | Лучшее оформление альбома       | Fly By Night                                    | Номинация |
| 1977 | Премия «Джуно» | Группа года                     | Rush                                            | Победа    |
| 1978 | Премия «Джуно» | Продюсер года                   | Rush и Терри Браун (альбом A Farewell To Kings) | Номинация |
| 1978 | Премия «Джуно» | Группа года                     | Rush                                            | Победа    |
| 1978 | Премия «Джуно» | Самый продаваемый альбом        | A Farewell To Kings                             | Номинация |
| 1979 | Премия «Джуно» | Продюсер года                   | Rush и Терри Браун (альбом Hemispheres)         | Номинация |
| 1979 | Премия «Джуно» | Группа года                     | Rush                                            | Победа    |
| 1979 | Премия «Джуно» | Самый продаваемый альбом        | Hemispheres                                     | Номинация |
| 1980 | Премия «Джуно» | Группа года                     | Rush                                            | Номинация |
| 1980 | Премия «Джуно» | Альбом года                     | Hemispheres                                     | Номинация |
| 1981 | Премия «Джуно» | Группа года                     | Rush                                            | Победа    |
| 1981 | Премия «Джуно» | Альбом года                     | Permanent Waves                                 | Номинация |
| 1982 | Премия «Джуно» | Группа года                     | Rush                                            | Номинация |
| 1982 | Премия «Джуно» | Альбом года                     | Moving Pictures                                 | Номинация |
| 1982 | Премия «Джуно» | Альбом года                     | Exit…Stage Left                                 | Номинация |
| 1983 | Премия «Джуно» | Группа года                     | Rush                                            | Номинация |
| 1997 | Премия «Джуно» | Альбом года                     | Test for Echo                                   | Номинация |
| 2013 | Премия «Джуно» | Группа года                     | Rush                                            | Номинация |
| 2015 | Премия «Джуно» | Гуманитарная премия             | Rush                                            | Победа    |

## Состав

### Последний состав
- Гедди Ли — вокал, бас-гитара, клавишные (1968—2018)
- Алекс Лайфсон — гитара, бас-синтезатор, бэк-вокал (1968—2018)
- Нил Пирт — ударные, лирика (1974—2018; умер в 2020)

### Бывшие участники
- Джефф Джонс[англ.] — вокал, бас-гитара (1968)
- Джон Ратси[англ.] — ударные (1968—1974; умер в 2008)

## Дискография
Студийные альбомы
- Rush (1974)
- Fly by Night (1975)
- Caress of Steel (1975)
- 2112 (1976)
- A Farewell to Kings (1977)
- Hemispheres (1978)
- Permanent Waves (1980)
- Moving Pictures (1981)
- Signals (1982)
- Grace Under Pressure (1984)
- Power Windows (1985)
- Hold Your Fire (1987)
- Presto (1989)
- Roll the Bones (1991)
- Counterparts (1993)
- Test for Echo (1996)
- Vapor Trails (2002)
- Snakes & Arrows (2007)
- Clockwork Angels (2012)